# Alice Martin de Voos
Alice Martin de Voos (née Marie Françoise Genet à Virieu-le-Grand le 17 juillet 1861 et morte à Lyon 7e le 23 juillet 1939) est une dessinatrice qui a exposé lors du Salon de 1888.

## Biographie
Fille de François Genet et Marie Louise Pilloux, Marie Françoise Genet est la tante de Jean Genet. Le 19 février 1889 à Paris 16e, elle épouse Maurice Martin, également connu sous le pseudonyme de Martin Van Maele ; parmi les témoins, le peintre Émile Quentin-Brin et le sculpteur Jules Jouant,.
Prenant le pseudonyme de Alice Martin de Voos, elle est élève de Daniel Vierge et d'Ernest Bellecroix, et expose un dessin au Salon des artistes français de 1888 : Les Mouettes, lac de Genève en même temps que son futur époux,.
En 1891, elle illustre Au pays des farfadets de Sophie Cottet de Cantelou (Firmin-Didot), Mondaine de Hector Malot (Dentu) et Déjeuners de soleil de Maurice Montégut (Dentu).
En 1893, elle livre des dessins au Monde illustré.
En 1903, elle s'installe à Varennes-Jarcy avec son mari. De 1904 à 1926, ils habitent une maison de la rue de Mandres.